# Böhmerwold
Böhmerwold im Rheiderland ist eine Ortschaft in der Gemeinde Jemgum im niedersächsischen Landkreis Leer in Ostfriesland. Das Dorf hat 56 Einwohner.

## Lage und Gebiet
Böhmerwold ist eine Reihensiedlung in der Mitte des Niederrheiderlandes am Weg von Marienchor nach Weener und Bunde. Sie liegt auf einer Höhe von 0,5 m ü. NHN, während sich das Umland etwa auf Meereshöhe oder leicht darunter befindet. Insgesamt bedeckt der Ort eine Fläche von 4,73 Quadratkilometer.

## Geschichte
Das im 10. Jahrhundert als Beddinghem bezeichnete Dorf dürfte die Vorgängersiedlung des heutigen Ortes gewesen sein, das an seinem jetzigen Standort erstmals im Jahre 1409 erwähnt wurde. Vermutlich entstand das Dorf, als das Moor im Westen des Dorfes im 14. Jahrhundert durch Aufstreckung urbar gemacht wurde. Politisch gehörte die Siedlung zunächst dem Rheiderland an. Im Spätmittelalter wurden die Ämter im Ostfriesland neu geordnet und Böhmerwold wurde als Teil der Vogtei Bunde dem Amt Leerort zugeordnet.
Nach der Schlacht bei Jena und Auerstedt im Jahr 1806 wurde das Rheiderland aufgrund alter niederländischer Ansprüche aus Ostfriesland ausgegliedert und dem niederländischen Département Ems-Occidental mit der Hauptstadt Groningen zugeschlagen. Böhmerwold gehörte fortan unter niederländischer und seit 1807 unter französischer Herrschaft als Teil der Commune Landschaftspolder dem Kanton Jemgum im Arrondissement Winschoten an.
Nach der Niederlage Napoleons und dem Zusammenbruch seiner Herrschaft zogen in den Jahren 1813 bis 1815 erneut die Preußen ein, die Ostfriesland dann nach dem Wiener Kongress 1814/15 an das Königreich Hannover abtraten. Dieses schlug Böhmerwold 1817 dem Amt Jemgum zu, das 1859 in das Amt Weener eingegliedert wurde. Nach dem erneuten Einzug der Preußen wurde das Dorf 1885 eine Kommune im Kreis Weener, der 1932 im Landkreis Leer aufging.
Die Nationalsozialisten konnten in Böhmerwold bereits früh Fuß fassen. Schon 1930 lassen sich starke rechte Strömungen nachweisen und bei der Reichspräsidentenwahl 1932 erhielt Adolf Hitler mit über 70 Prozent die absolute Mehrheit der abgegebenen Stimmen.
In Opposition zu den Nationalsozialisten stand vor allem der Prediger Heinrich Gerhard Bokeloh. Er versorgte von Marienchor aus die Gemeinde Böhmerwold mit und gehörte der Bekennenden Kirche an. Nach einer kritischen Äußerungen zum Überfall auf Polen wurde er im September 1939 nach Denunziationen verhaftet und in das KZ Oranienburg gebracht, wo er zweieinhalb Jahre festgehalten wurde.
Nach dem Zweiten Weltkrieg nahm der Ort eine besonders große Zahl an Heimatvertriebenen auf, die zeitweise mehr als 40 Prozent der Bevölkerung stellten. Dies ist wohl darauf zurückzuführen, dass Böhmerwold als landwirtschaftlich sehr leistungsstark angesehen wurde.
Am 1. Januar 1973 wurde Böhmerwold in die Gemeinde Jemgum eingegliedert.

### Entwicklung des Ortsnamens
Erstmals wird der Ort im 10. Jahrhundert als Beddinghem bezeichnet, was als Heim der Bettinge (Beddinge) gedeutet wird. Vermutlich haben sich dort also Angehörige der Sippe des Bette oder Bedde niedergelassen. Spätere Namen sind Bedmawertha (1409), Bedma hamryk (1447), Bedamewalt (1475) sowie  Bimerwoldt (1599). Die Nachsilbe -wold bedeutet Wiese oder Weide in einer Bruchlandschaft mit niedrigem Gebüsch.

### Einwohnerentwicklung
Böhmerwold ist nach Marienchor ist der zweitkleinste Ortsteil der Gemeinde Jemgum. Das Dorf teilt das Schicksal vieler abseits liegenden Marschengemeinden und ist stark von Abwanderung betroffen.
| Jahr | Einwohnerzahl |
| ---- | ------------- |
| 1823 | 138           |
| 1848 | 121           |
| 1871 | 136           |
| 1885 | 129           |
| 1905 | 110           |
| 1925 | 132           |

| Jahr | Einwohnerzahl |
| ---- | ------------- |
| 1933 | 117           |
| 1939 | 118           |
| 1946 | 180           |
| 1950 | 179           |
| 1956 | 119           |
| 1961 | 90            |

| Jahr | Einwohnerzahl |
| ---- | ------------- |
| 1970 | 91            |
| 2001 | 54            |
| 2006 | 53            |
| 2008 | 56            |

## Religion
Die Böhmerwolder Kirche wurde im Jahre 1703 errichtet. Die  Backsteinkirche ist der Nachfolgebau für einen kleinen Fachwerkbau aus Holz und Lehm. In religiöser Hinsicht gehörten die Einwohner von Böhmerwold während des Mittelalters zur Propstei Hatzum im Bistum Münster. Nach der Reformation setzte sich das Reformierte Bekenntnis durch. 1828 wurden Bunderhammerich sowie der Norder- und Süder-Christian-Eberhard-Polder eingemeindet. Seit 1936 bilden die beiden Gemeinden Marienchor und Böhmerwold eine Pfarrgemeinschaft.